# 35 Pegasi
35 Pegasi (35 Peg / HD 212943 / HR 8551 / HIP 110882) es una estrella de magnitud aparente +4,79 situada en la constelación de Pegaso.
Al no tener denominación de Bayer, es conocida generalmente por su número de Flamsteed.
35 Pegasi es una gigante naranja de tipo espectral K0III cuya temperatura superficial es de 4600 K.
Su luminosidad es 32 veces mayor que la luminosidad solar. La medida de su diámetro angular —1,71 ± 0,07 milisegundos de arco— permite evaluar su diámetro, siendo éste 9 veces más grande que el solar.
Gira sobre sí misma lentamente con una velocidad de rotación proyectada entre 1,0 y 1,4 km/s.
A diferencia de la mayor parte de las estrellas de nuestro entorno, 35 Pegasi es una estrella del disco grueso galáctico, como Arturo (α Bootis) o 14 Andromedae.
Estas estrellas se mueven en órbitas distantes del centro del plano galáctico; en el caso de 35 Pegasi, se aleja hasta 1,69 kiloparsecs del centro del plano galáctico.
Consecuentemente, su contenido metálico es significativamente menor que el solar, siendo su índice de metalicidad [Fe/H] = -0,32. 
Es considerablemente más antigua que el Sol, con una edad estimada de 8720 ± 1940 millones de años. Se encuentra a 160 años luz de distancia del sistema solar.